# Fairfield (Nebraska)
Fairfield ist eine Stadt (City) im Clay County im Süden von Nebraska, Vereinigte Staaten. Das U.S. Census Bureau hat bei der Volkszählung 2020 eine Einwohnerzahl von 330 ermittelt.

## Geschichte
Fairfield wurde 1872 gegründet, als die Union Pacific Railroad ihr Streckennetz durch dieses Gebiet baute. Benannt wurde die Stadt nach George Washington Fairfield, der die Region vermessen hatte. 1873 eröffnet das erste Postamt.

## Geografie
Die Stadt liegt zwischen Clay County im Nordosten und Deweese im Südwesten. Die nächstgelegene größere Stadt ist Hastings (38 km nordwestlich).

## Verkehr
Der Ort ist über den Nebraska Highway 74 zu erreichen, der im Norden an der Stadt vorbeiführt. Mitten durch den Ort führt eine Eisenbahnlinie.
Der nächstgelegene Flugplatz ist der Hastings Municipal Airport.

## Söhne und Töchter der Stadt
- Samuel Roy McKelvie (1881–1956), Politiker und Gouverneur von Nebraska